# Olszewo (Stare Juchy)

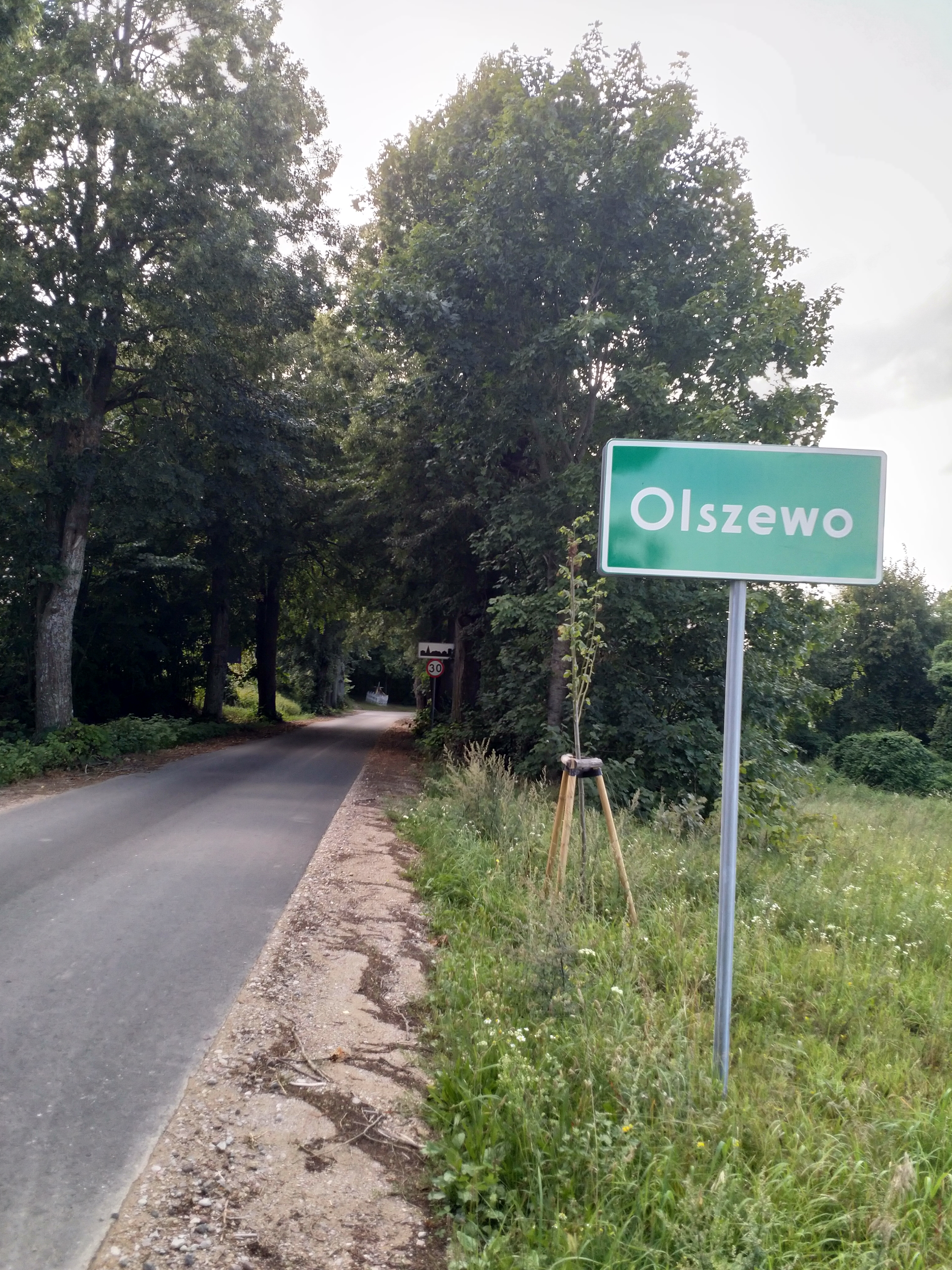
Olszewo (2024)

Olszewo (deutsch Olschöwen, 1938 bis 1945 Frauenfließ) ist ein kleines Dorf in der polnischen Woiwodschaft Ermland-Masuren, das zur Gmina Stare Juchy (Landgemeinde (Alt) Jucha, 1938 bis 1945 Fließdorf) im Powiat Ełcki (Kreis Lyck) gehört.

## Geographische Lage
Olszewo liegt im Osten der Woiwodschaft Ermland-Masuren, 18 Kilometer nordwestlich der Kreisstadt Ełk (deutsch Lyck).

## Geschichte
Im Jahr 1480 wurde der um 1785 Ollschewen, nach 1818 Olszewo, nach 1871 Olschewen und bis 1938 Olschöwen genannte kleine Ort gegründet. 
Im Jahr 1874 wurde er in den Amtsbezirk Orzechowen (polnisch Orzechowo) eingegliedert, der nach 1898 in „Amtsbezirk Neu Jucha“, 1929 in „Amtsbezirk Jucha“ und 1938 schließlich in „Amtsbezirk Fließdorf“ umbenannt wurde und bis 1945 zum Kreis Lyck im Regierungsbezirk Gumbinnen (ab 1905: Regierungsbezirk Allenstein) in der preußischen Provinz Ostpreußen gehörte. Im gleichen Zeitraum war Olschöwen in das Standesamt Orzechowen bzw. Jucha einbezogen.
Die Einwohnerzahl Olschöwens belief sich 1910 auf 144, 1933 auf 142. Aufgrund der Bestimmungen des Versailler Vertrags stimmte die Bevölkerung im Abstimmungsgebiet Allenstein, zu dem Olschöwen gehörte, am 11. Juli 1920 über die weitere staatliche Zugehörigkeit zu Ostpreußen (und damit zu Deutschland) oder den Anschluss an Polen ab. In Olschöwen stimmten 100 Einwohner für den Verbleib bei Ostpreußen, auf Polen entfielen keine Stimmen.
Am 3. Juni 1939 wurde Olschöwen aus politisch-ideologischen Gründen der Abwehr fremdländisch klingender Ortsnamen in „Frauenfließ“ umbenannt. Die Einwohnerzahl betrug 1939 noch 125.
In Kriegsfolge kam das Dorf 1945 mit dem gesamten südlichen Ostpreußen zu Polen und erhielt die polnische Namensform „Olszewo“. Heute ist es Sitz eines Schulzenamtes (polnisch Sołectwo) und somit eine Ortschaft im Verbund der Landgemeinde Stare Juchy ((Alt) Jucha, 1938 bis 1945 Fließdorf) im Powiat Ełcki (Kreis Lyck), bis 1998 der Woiwodschaft Suwałki, seither der Woiwodschaft Ermland-Masuren zugehörig.

## Religionen
Bis 1945 war Olschöwen in die evangelische Kirche Jucha (Fließdorf) in  der Kirchenprovinz Ostpreußen der Kirche der Altpreußischen Union sowie in die römisch-katholische Kirche Lyck (polnisch Ełk) im Bistum Ermland eingepfarrt.
Heute gehört Olszewo katholischerseits zur Pfarrei Stare Juchy im Bistum Ełk der Römisch-katholischen Kirche in Polen. Die evangelischen Einwohner halten sich zur Kirchengemeinde in der Kreisstadt Ełk, einer Filialgemeinde der Pfarrei Pisz (deutsch Johannisburg) in der Diözese Masuren der Evangelisch-Augsburgischen Kirche in Polen.

## Verkehr
Olszewo liegt südlich der Straße Stare Juchy–Wydminy (Widminnen), von der eine Stichstraße abzweigt. Die nächste Bahnstation ist Stare Juchy an der Bahnstrecke Korsze–Białystok.